# アンドレイ・サプコフスキ
アンドレイ・サプコフスキ（Andrzej Sapkowski ポーランド語発音: [ˈandʐɛj sapˈkɔfskʲi]、もしくはアンジェイ・サプコフスキ、1948年6月21日 - ）はポーランドのファンタジー作家。『ウィッチャー』シリーズの著者として知られ、同作は20カ国語に翻訳されている。

## 経歴

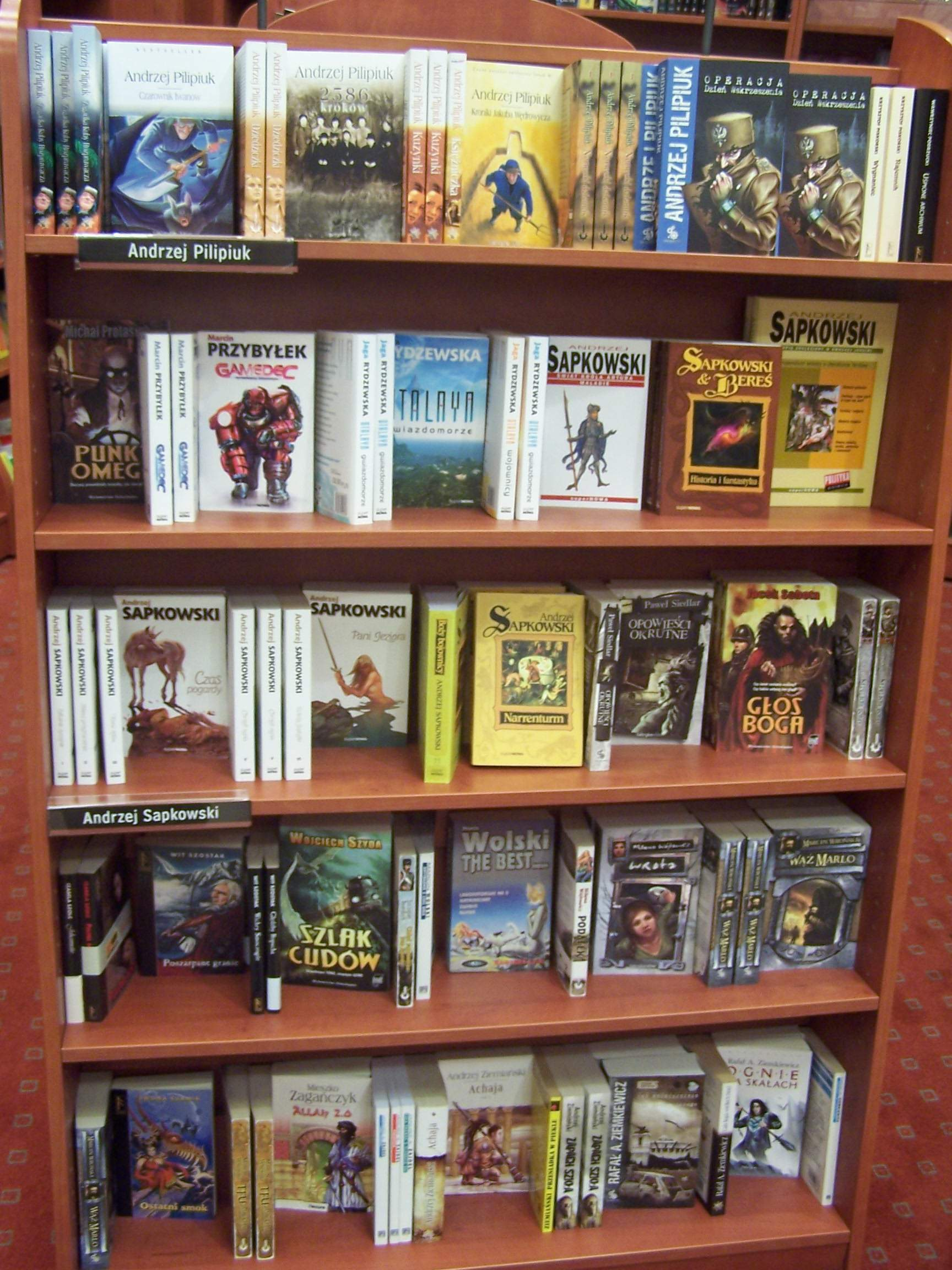
アンドレイ・サプコフスキの長編小説

ウッチ大学にて経済学を学び、作家に転身する前は海外貿易商社で上級営業担当として働く。作家としてのキャリアをサイエンスフィクションを多く担当する翻訳家として始める。サプコフスキによるとポーランドのサイエンスフィクションとファンタジーの雑誌である『ファンタスティカ』に投稿することを思い立ち、最初の短編である『ウィッチャー』を執筆する。インタビューによるとマーケティングの世界にいたサプコフスキは売れる作品を理解していたと述べており、作品は3位に入賞する 。1986年の『ファンタスティカ』に掲載された本作は批評家、一般読者共々高い評価を得る。サプコフスキは3つの短編集と5冊の小説からなる『ウィッチャー』シリーズを書き上げ、これらの作品はサプコフスキを1990年代ポーランドで最も著名なファンタジー作家として知らしめることとなる。

## 著作の翻訳と派生作品
サプコフスキの著作はチェコ語、ハンガリー語、ロシア語、リトアニア語、ドイツ語、スペイン語、フランス語、中国語、ウクライナ語、ポルトガル語、フィン語、スロバキア語、ブルガリア語、セルビア語、英語、イタリア語、オランダ語、トルコ語、エストニア語、ルーマニア語、スウェーデン語に訳されている。英訳された『ウィッチャーI エルフの血脈』は2009年のデイビット・ジェメル賞を受賞する。

## 受賞歴
サプコフスキは数々の賞を受賞している。3つの短編集と2つの長編を合わせた5つのヤヌシュ・A・ザイデル賞を受賞している。またスペインのイグノトゥス賞の受賞や2003年にはポーランドの文学賞ニケにノミネートされ、またいくつかのロシアの読者賞を受賞する。2008年にはウッチの名誉市民に選ばれている。
| 年     | タイトル                         | 賞       | 対象 | 出典   |
| ------ | -------------------------------- | -------- | ---- | ------ |
| 1996年 | European Science Fiction Society | 殿堂入り | 作家 | [ 9 ]  |
| 1997年 | Paszport Polityki                |          |      | [ 10 ] |
| 2009年 | デイビット・ジェメル賞           |          |      | [ 6 ]  |